# 삼성 갤럭시 Z 플립 7
삼성 갤럭시 Z 플립 7(Samsung Galaxy Z Flip 7, Samsung Galaxy Z Flip7)은 삼성전자에서 개발한 폴더블 스마트폰이다. 2025년 7월 9일, 미국 뉴욕 브루클린에서 개최된 삼성 갤럭시 언팩 행사에서 삼성 갤럭시 Z 폴드 7 및 삼성 갤럭시 워치 8 시리즈와 함께 공식적으로 발표되었다.
삼성은 또한 더 얇고 가벼운 디자인과 50 MP 메인 카메라를 탑재한 파생 모델인 갤럭시 Z 플립 7 FE(Galaxy Z Flip7 FE로 표기)를 선보였다.

## 디자인

### 색상 및 재질
갤럭시 Z 플립 7은 출시 시점에서 제트 블랙, 블루 섀도우, 코랄 레드, 민트의 네 가지 색상 옵션으로 제공된다. 처음 세 가지 변형은 일반 소매 채널을 통해 널리 구매할 수 있지만, 민트 색상은 삼성 온라인 스토어에서만 독점적으로 제공된다. 이 장치는 무광 유리 후면 패널과 유광 아머 알루미늄 프레임을 특징으로 한다.
갤럭시 Z 플립 7 FE는 블랙과 화이트의 두 가지 색상 옵션으로 제공된다.
사용 가능한 색상 옵션은 아래 표에 요약되어 있다.
| 모델             | Z 플립 7                        | Z 플립 7 FE |
| ---------------- | ------------------------------- | ----------- |
| 기본 색상        | 제트 블랙 블루 섀도우 코랄 레드 | 블랙 화이트 |
| 온라인 전용 색상 | 민트                            | 빈칸        |

### 메인 디스플레이
갤럭시 Z 플립 7은 6.9인치 다이내믹 AMOLED 2X 메인 디스플레이를 특징으로 하며, 2520 × 1080 픽셀(21:9 화면 비율)의 해상도와 약 397ppi의 픽셀 밀도를 제공한다. 1에서 120Hz까지의 가변 재생률을 지원하여 콘텐츠 유형에 따라 적응형 성능을 구현한다. 이 디스플레이는 또한 HDR10+를 지원하며 울트라 씬 글라스(UTG)로 보호된다.
| 기능            | 갤럭시 Z 플립 7                           | 갤럭시 Z 플립 7 FE                        |
| --------------- | ----------------------------------------- | ----------------------------------------- |
| 디스플레이 크기 | 6.9인치                                   | 6.7인치                                   |
| 디스플레이 종류 | 다이내믹 AMOLED 2X                        | 다이내믹 AMOLED 2X                        |
| 해상도          | 2520 x 1080 (FHD+)                        | 2640 x 1080 (FHD+)                        |
| 화면 비율       | 21:9                                      | 22:9 (Z 플립 6과 동일)                    |
| 주사율          | 1–120 Hz (적응형)                         | 1–120 Hz (적응형)                         |
| 보호 유리       | 울트라 씬 글라스 + 고릴라 글래스 빅터스 2 | 울트라 씬 글라스 + 고릴라 글래스 빅터스 2 |

### 커버 스크린 및 플렉스 윈도우
갤럭시 Z 플립 7은 삼성에서 플렉스 윈도우라고 부르는 4.1인치 Super AMOLED 커버 스크린을 탑재하고 있으며, 해상도는 1048 × 948 픽셀이고 최대 120Hz의 재생률을 지원한다. 전작인 갤럭시 Z 플립 6에 비해 플렉스 윈도우는 약 2.2인치 더 넓은 사용 가능한 화면 영역을 가지며, 이는 0.7mm의 베젤 축소 덕분이다. 그 결과 콘텐츠 가시성이 향상되고 터치 상호 작용 영역이 확장되었다. 이 화면은 고릴라 글래스 빅터스 2로 보호된다.
플렉스 윈도우는 장치를 펼치지 않고도 위젯, 알림, 카메라 미리보기 및 구글 제미니, 나우 바, 나우 브리프와 같은 선택된 앱에 액세스할 수 있도록 한다.
갤럭시 Z 플립 7 FE는 이전 세대에서 볼 수 있었던 3.4인치 Super AMOLED 커버 디스플레이를 유지한다. 위젯 및 카메라 미리보기와 같은 기본적인 커버 스크린 기능을 지원하지만, 표준 모델의 플렉스 윈도우가 제공하는 확장된 앱 호환성 및 AI 기반 기능은 부족하다.
| 기능                 | 갤럭시 Z 플립 7        | 갤럭시 Z 플립 7 FE     |
| -------------------- | ---------------------- | ---------------------- |
| 커버 디스플레이 크기 | 4.1인치                | 3.4인치                |
| 해상도               | 1048 × 948 픽셀        | 720 × 748 픽셀         |
| 주사율               | 최대 120Hz             | 최대 120Hz             |
| 보호 유리            | 고릴라 글래스 빅터스 2 | 고릴라 글래스 빅터스 2 |

## 사양

### 하드웨어
갤럭시 Z 플립 7은 3nm 공정으로 제작된 엑시노스 2500 프로세서를 탑재하고 있다. 최신 Cortex-X5 아키텍처 기반의 옥타코어 CPU를 특징으로 한다. 게임이나 멀티태스킹과 같은 고성능 시나리오에서 열 안정성을 유지하기 위해 대형 베이퍼 챔버 냉각 시스템이 포함되어 있다.
갤럭시 Z 플립 7 FE는 엑시노스 2400을 사용하는데, 이는 Cortex-X4 코어 1개, Cortex-A720 코어 4개, Cortex-A520 코어 5개로 구성된 4nm 데카코어 프로세서이다. AMD와 협력하여 개발된 Xclipse 940 GPU를 특징으로 하며 하드웨어 기반 레이 트레이싱을 지원한다. 표준 모델과 달리 FE 버전은 더 컴팩트한 열 시스템을 사용하므로 장시간 작업 시 지속적인 성능에 영향을 미칠 수 있다.
두 모델 모두 sub-6 GHz 및 mmWave 5G 대역, Wi-Fi 7, 그리고 블루투스 5.3을 지원하여 고속 무선 연결을 제공한다. 생체 인식 인증은 측면 지문 스캐너를 통해 처리된다.
물리적 개선의 일환으로 갤럭시 Z 플립 7은 전작인 갤럭시 Z 플립 6에 비해 펼쳤을 때 약 0.4mm 더 얇아져 더욱 컴팩트한 하드웨어 프로파일에 기여한다.

### 메모리 및 저장공간
갤럭시 Z 플립 7은 12GB RAM과 256GB 또는 512GB 내장 저장 공간으로 제공된다. 향상된 데이터 전송 속도와 에너지 효율성을 위해 UFS 4.0 저장 기술을 사용한다.
갤럭시 Z 플립 7 FE는 8GB RAM과 128GB, 256GB, 또는 512GB 저장 옵션을 제공하며, 모두 UFS 4.0 기반이다. 두 모델 모두 microSD 카드 확장은 지원하지 않는다.

### 배터리
갤럭시 Z 플립 7은 4,300mAh 듀얼 셀 배터리를 탑재하고 있으며, Z 플립 7 FE는 약간 더 작은 4,000mAh 듀얼 셀 배터리를 특징으로 한다. 두 모델 모두 USB Power Delivery 3.0 및 Qualcomm Quick Charge 2.0과 호환되는 25W 유선 충전을 지원하며, 삼성은 최적의 조건에서 약 30분 만에 최대 50% 충전이 가능하다고 밝혔다.
두 모델 모두 15W 무선 충전과 4.5W 역방향 무선 충전을 지원한다. Z 플립 7은 FE 모델보다 더 큰 배터리를 포함하지만, 충전 속도는 동일하다.
| 사양             | 갤럭시 Z 플립 7                                | 갤럭시 Z 플립 7 FE                             |
| ---------------- | ---------------------------------------------- | ---------------------------------------------- |
| 배터리 용량      | 4,300 mAh                                      | 4,000 mAh                                      |
| 유선 충전        | 25W (USB Power Delivery 3.0, Quick Charge 2.0) | 25W (USB Power Delivery 3.0, Quick Charge 2.0) |
| 고속 충전 속도   | 약 30분 만에 최대 50% (최적 조건 하)           | 약 30분 만에 최대 50% (최적 조건 하)           |
| 무선 충전        | 15W                                            | 15W                                            |
| 역방향 무선 충전 | 4.5W (무선 파워쉐어)                           | 4.5W (무선 파워쉐어)                           |

### 카메라
갤럭시 Z 플립 7과 Z 플립 7 FE는 모두 듀얼 후면 카메라 시스템을 갖추고 있다. 이 시스템은 광학 이미지 안정화(OIS) 및 듀얼 픽셀 자동 초점을 갖춘 50MP 광각 센서와 123도 시야각을 제공하는 12MP 초광각 센서로 구성되어 있다. 지원되는 카메라 기능에는 LED 플래시, HDR, 파노라마가 포함된다. 비디오 녹화는 모드에 따라 최대 960fps의 프레임 속도로 4K, Full HD, HD 해상도로 사용할 수 있다.
전면 카메라는 HDR을 지원하며 30 및 60fps로 4K 비디오 녹화가 가능한 10MP 센서이다.

| 사양               | 갤럭시 Z 플립 7                                                                                    | 갤럭시 Z 플립 7 FE                                                                                 |
| ------------------ | -------------------------------------------------------------------------------------------------- | -------------------------------------------------------------------------------------------------- |
| 후면 카메라 구성   | 듀얼: 50MP (f/1.8, 1/1.57인치, 1.0µm, OIS, 듀얼 픽셀 PDAF) + 12MP (f/2.2, 123°, 1/3.2인치, 1.12µm) | 듀얼: 50MP (f/1.8, 1/1.57인치, 1.0µm, OIS, 듀얼 픽셀 PDAF) + 12MP (f/2.2, 123°, 1/3.2인치, 1.12µm) |
| 전면 카메라        | 10MP (f/2.2, 1/3.0인치, 1.22µm)                                                                    | 10MP (f/2.2, 1/3.0인치, 1.22µm)                                                                    |
| 사진 기능          | LED 플래시, HDR, 파노라마                                                                          | LED 플래시, HDR, 파노라마                                                                          |
| 비디오 녹화 (후면) | 4K@30/60fps, 1080p@60/120/240fps, 720p@960fps, HDR10+                                              | 4K@30/60fps, 1080p@60/120/240fps, 720p@960fps, HDR10+                                              |
| 비디오 녹화 (전면) | 4K@30/60fps                                                                                        | 4K@30/60fps                                                                                        |

#### 플렉스 캠
플렉스 캠은 장치를 75도에서 115도 사이로 부분적으로 접어 핸즈프리 사진 및 비디오 촬영을 가능하게 하는 촬영 모드이다. 이 모드는 후면 카메라를 사용하며 커버 스크린이 라이브 뷰파인더 역할을 한다. 두 모델 모두 이 기능을 지원하지만, Z 플립 7의 4.1인치 커버 디스플레이는 Z 플립 7 FE의 3.4인치 화면보다 더 넓은 미리보기 영역을 제공한다.
플렉스 캠은 그룹 셀카, 브이로그, 영상 통화와 같은 시나리오에서 일반적으로 사용된다. 핵심 기능은 두 장치 모두 동일하지만, 커버 스크린 크기 및 앱 지원에 따라 사용자 경험이 달라질 수 있다.
| 기능                   | 갤럭시 Z 플립 7       | 갤럭시 Z 플립 7 FE |
| ---------------------- | --------------------- | ------------------ |
| 플렉스 캠 프레이밍     | 전체 미리보기         | 제한된 미리보기    |
| 후면 카메라 셀카       | 라이브 미리보기 지원  | 제한된 뷰 지원     |
| 뷰파인더로 커버 스크린 | 지원 (사진 및 비디오) | 지원 (사진만)      |

## 소프트웨어
갤럭시 Z 플립 7과 Z 플립 7 FE는 안드로이드 16과 One UI 8을 탑재하여 출시된다. 갤럭시 Z 폴드 7과 함께, 갤럭시 S24 시리즈에서 처음 도입된 정책인 최대 7년간의 운영체제 및 보안 업데이트를 지원할 예정이다. 이로써 갤럭시 Z 시리즈 중 갤럭시 Z6 시리즈에 이어 두 번째로 7년 지원을 받게 된다. 지원은 2032년 10월 12일에 종료된다.

### 갤럭시 AI
갤럭시 S24 라인업에서 처음 소개된 갤럭시 AI 기능은 One UI 8의 일부로 두 모델 모두에서 지원된다. 주요 도구로는 통역, 채팅 어시스트, 생성형 편집 등이 포함되어 있다. 이러한 기능은 작업 및 언어에 따라 장치 내 처리와 클라우드 기반 처리를 조합하여 사용한다.
자세한 내용은 갤럭시 AI 문서를 참고하라.
| 기능                   | 갤럭시 Z 플립 7                                                   | 갤럭시 Z 플립 7 FE                                               |
| ---------------------- | ----------------------------------------------------------------- | ---------------------------------------------------------------- |
| AI 도구                | 제미니 라이브, 노트 어시스트, 생성형 편집을 포함한 갤럭시 AI 도구 | 동일한 도구, 그러나 일부 기능은 커버 스크린에서 제한됨           |
| 커버 스크린 사용       | 카메라 컨트롤을 포함한 완전한 AI 액세스가 가능한 4.1인치 화면     | 기본 AI 액세스가 가능한 3.4인치 화면; 필터 또는 줌 슬라이더 없음 |
| 제미니 라이브          | 카메라 입력 및 연속 채팅 지원                                     | 지원되지만 상호 작용이 제한됨                                    |
| AI 사진 편집           | 커버 스크린에서 편집, 필터, 줌 지원                               | 편집 지원; 실시간 필터 및 줌 슬라이더는 사용 불가                |
| 소프트웨어 및 업데이트 | 안드로이드 16 (One UI 8 포함); 7년 OS 및 보안 업데이트            | 안드로이드 16 (One UI 8 포함); 7년 OS 및 보안 업데이트           |